# Turó del Solà
El Turó del Solà és una muntanya de 723 metres que es troba al municipi de Santa Maria de Miralles, a la comarca de l'Anoia.